# Melita (Manitoba)
Pour les articles homonymes, voir Melita (homonymie).

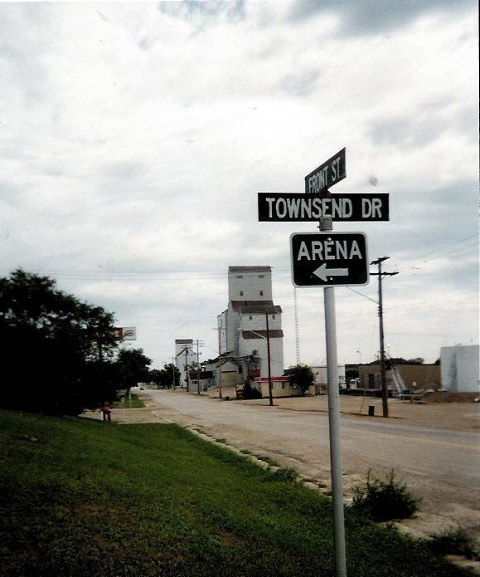
Intersection de Townsend Dr. et de Front St., avec un silo à grain

Melita est une ville du Manitoba située au sud-ouest de la province et enclavée dans la municipalité rurale d'Arthur. La ville est située aux abords de la rivière Souris et est à la jonction de la route 3 et de la route 83 à environ 320 km au sud-ouest de Winnipeg. En 2006, la population était de 1051 habitants. Melita est connue comme la Capitale des oiseaux des plaines du Manitoba (Grasslands Bird Capital of Manitoba) et bénéficie d'un climat plutôt confortable malgré sa condition continentale (zone climatique connue sous le nom de (en) banana belt).
Charles West fut le premier européen à s'établir dans la région en 1879. Les résidents choisirent le nom de Melita d'après un passage de la Bible selon lequel Saint Paul se serait échoué sur l'île de Malte (autrefois nommée Melita).

## Personnalité locale
- Betty Fox (1937-2011), activiste militante pour la recherche conte le cancer et mère de Terry Fox

## Démographie
| 2001  | 2006  | 2011  | 2016  |
| ----- | ----- | ----- | ----- |
| 1 111 | 1 051 | 1 069 | 1 042 |

## Référence
- (en) Cet article est partiellement ou en totalité issu de l’article de Wikipédia en anglais intitulé « Melita, Manitoba » (voir la liste des auteurs).